# Марк Нуммій Умбрій Прім Сенеціон Альбін (консул 206 року)
Марк Нуммій Умбрій Прім Сенеціон Альбін (лат. Marcus Nummius Umbrius Primus Senecio Albinus; ? — після 222) — державний діяч Римської імперії, консул 206 року.

## Життєпис
Походив із роду Нумміїв Альбінів із міста Беневент. Його батько був родичем імператора Дідія Юліана, загинув разом із ним. Замолоду був всиновлений Марком Умбрієм Прімом з Компси. У 191 році увійшов до колегії саліїв. У 199 році Марк Нуммій став квестором. Того ж року увійшов до колегії понтифіків.
У 200 році призначений легатом у провінцію Азія. У 202 році був легатом у провінції Африка при своєму названому батьку. У 204 році отримав посаду претора.
У 206 році став консулом, разом з Фульвієм Гавієм Еміліаном. Як імператорський легат-пропретор керував у 209–212 роках провінцією Ближня Іспанія, у 212–217 роках — Далмацією. У 222 році як проконсул керував провінцією Африка. Про подальшу долю немає відомостей.

## Родина
- Марк Нуммій Сенеціон Альбін, консул 227 року.